# برنارد شميت
برنارد شميت (بالإستونية: Bernhard Schmidt)‏ هو نظاراتي وفلكي إستوني ولد في 30 مارس 1879م فوق نارجن [الإنجليزية] بإستونيا، وتوفي في 1 ديسمبر 1935م بهامبورغ، عمل أولاً في ميتفادا ومنذ عام 1926م في هامبورغ - برجيدورف، وقد قام شميت بصنع عدسات ومرايا رائعة للمناظير وكان أعظم ما أنتج مجموعة العدسات المعروفة باسمه للاستعمال مع المقاريب العاكسة، فمرآة شميت تعتبر تقدماً كبيراً في تكنولوجيا الأرصاد، ولهذا شاع تصنيعها منذ أن أدخلها شميت.
المصدر: الموسوعة الفلكية